# Diecezja Xai-Xai
Diecezja  Xai-Xai – diecezja rzymskokatolicka w Mozambiku. Powstała 19 czerwca 1970 jako diecezja João Belo. Od 1 października 1976 pod obecną nazwą.

## Biskupi diecezjalni
- Biskupi  João Belo 
  - Bp Félix Niza Ribeiro (1972 – 1976)
- Biskupi  Xai-Xai 
  - Bp Júlio Duarte Langa (1976 – 2004)
  - Bp Lucio Andrice Muandula (od 2004)